# Trần Văn Tuân (thẩm phán)
Trần Văn Tuân (sinh ngày 10 tháng 9 năm 1962) là một Thẩm phán Tòa án nhân dân tối cao Việt Nam. Ông hiện là Phó Chánh án Tòa án nhân dân cấp cao tại Hà Nội. Ông từng là Trưởng ban Ban Thư ký Tòa án nhân dân tối cao.

## Sự nghiệp
Trước ngày 27/12/2012, ông là Thẩm phán Tòa án nhân dân tối cao Việt Nam, công tác ở Tòa Dân sự Tòa án nhân dân tối cao. Còn theo VOV và báo Pháp luật online, thì tháng 4 năm 2017, ông chỉ là Thẩm phán cao cấp.
Ngày 27/12/2012, ông được Chánh án Tòa án nhân dân tối cao Trương Hòa Bình bổ nhiệm chức Phó Trưởng ban Ban Thư ký Tòa án nhân dân tối cao theo Quyết định số 3270/QĐ-TCCB. Trưởng ban Thư ký Tòa án nhân dân tối cao là ông Lý Khánh Hồng.
Ngày 29/12/2014, từ chức vụ Phó Trưởng ban Ban Thư ký Tòa án nhân dân tối cao, ông được Chánh án Tòa án nhân dân tối cao Trương Hòa Bình giao phụ trách Ban Thư ký Tòa án nhân dân tối cao cho đến khi có quyết định bổ nhiệm Trưởng ban Ban Thư ký Tòa án nhân dân tối cao (Quyết định số 2395/QĐ-TCCB). Cùng ngày, ông Lý Khánh Hồng đã thôi giữ chức vụ Trưởng ban Ban Thư ký Tòa án nhân dân tối cao (theo Quyết định số 2391/QĐ-TCCB, ngày 29/12/2014) để giữ chức vụ Chánh tòa Tòa dân sự Tòa án nhân dân tối cao từ 29/12/2014.
Ngày 11 tháng 3 năm 2015, ông được ông Trương Hòa Bình, Chánh án Tòa án nhân dân tối cao bổ nhiệm giữ chức Trưởng ban Ban Thư ký Tòa án nhân dân tối cao, thời hạn 5 năm.
Ngày 12 tháng 8 năm 2015, ông được Chánh án Tòa án nhân dân tối cao Trương Hòa Bình bổ nhiệm chức vụ Phó Chánh án Tòa án nhân dân cấp cao tại Hà Nội.